# مسجد امین
مسجد امین سنندج در تاریخ ۲۱ بهمن ۱۳۸۷ با شمارهٔ ثبت ۲۴۳۸۹ به‌عنوان یکی از آثار ملی ایران به ثبت رسیده‌است.